# Cesseras
Cesseras – miejscowość i gmina we Francji, w regionie Oksytania, w departamencie Hérault. Przez miejscowość przepływa rzeka Cesse. 
Według danych na rok 1990 gminę zamieszkiwały 382 osoby, a gęstość zaludnienia wynosiła 25 osób/km² (wśród 1545 gmin Langwedocji-Roussillon Cesseras plasuje się na 577. miejscu pod względem liczby ludności, natomiast pod względem powierzchni na miejscu 524.).